# Archimonocelis monicae
Archimonocelis monicae är en plattmaskart som beskrevs av Martens och Curini-Galletti 1993. Archimonocelis monicae ingår i släktet Archimonocelis och familjen Archimonocelididae.
Artens utbredningsområde är Röda havet. Inga underarter finns listade i Catalogue of Life.